# Trichlora sandwithii
Trichlora sandwithii là một loài thực vật có hoa trong họ Amaryllidaceae. Loài này được Vargas miêu tả khoa học đầu tiên năm 1969.